# Micrathena funebris
Micrathena funebris es una araña tejedora de la familia Araneidae, del orden Araneae. Esta especie fue descrita por Marx en 1898. El nombre específico funebris proviene de la palabra latina fūnēbris, la cual significa letal, mortal, mortífero.

## Descripción
Micrathena funebris recibe el nombre en inglés de “araña tejedora de seis espinas” debido a la presencia de tubérculos espiniformes en la parte dorsal del opistosoma. El carapacho de las hembras varía en color de amarillo a negro, con o sin un borde estrecho. Tiene de 2 a 8 proyecciones espiniformes suaves en el abdomen. Algunas hembras presentan pocas marcas negras en el abdomen, otras son negras, blancas y anaranjadas. El epigino es de contorno variable, pero a veces con un parche ligero en la cara anterior.
Las hembras varían en longitud total de 5.2 a 7.6 mm, los machos de 3.1 a 4.5 mm. Existe una gran variación morfológica dentro de esta especie. En los machos, la forma del abdomen se presenta más larga que ancha, con un número variable de proyecciones carnosas, lo cual es una característica diagnóstica, al igual que el epigino abultado, cuyas aberturas son posterodorsales y siempre separadas; presentan una apófisis mediana única con una espina y una espina adyacente más corta.

## Distribución y hábitat
Esta especie se distribuye desde Estados Unidos de Norteamérica hasta Costa Rica.
Es de ambiente terrestre y es común encontrar a estas arañas en arbustos bajos, en espacios semiabiertos.

## Estado de conservación
No se encuentra dentro de ninguna categoría de riesgo en las normas nacionales o internacionales.